# Warsaw Sirens
Le Warsaw Sirens sono una squadra di football americano femminile di Varsavia, in Polonia, fondata nel 2012.

## Dettaglio stagioni

### Amichevoli
| Stagione | Vin | Par | Per | Tot | PF  | PS  | avversaria                                                    |
| -------- | --- | --- | --- | --- | --- | --- | ------------------------------------------------------------- |
| 2014     | 0   | 0   | 1   | 1   | 0   | 28  | Molosses d'Asnières                                           |
| 2015     | 0   | 0   | 2   | 2   | 24  | 70  | Prague Harpies, Brno Amazons                                  |
| 2016     | 2   | 0   | 1   | 3   | 66  | 26  | Vixens Opole, Prague Harpies, Budapest Wolves Ladies          |
| 2017     | 2   | 0   | 2   | 4   | 75  | 98  | Bochum Miners, Budapest Wolves Ladies, Prague Harpies, Italia |
| 2018     | 1   | 0   | 1   | 2   | 60  | 100 | Vienna Vikings Ladies, Prague Harpies                         |
| 2019     | 2   | 0   | 0   | 2   | 62  | 22  | Prague Harpies, Budapest Wolves Ladies                        |
| Totale   | 7   | 0   | 7   | 14  | 287 | 344 |                                                               |

### Tornei nazionali

#### Campionato

##### PŽLAF
| Stagione | regular season | regular season | regular season | regular season | regular season | regular season | playoff | playoff | playoff | playoff | playoff | playoff   | playoff      |
|          | Vin            | Par            | Per            | Tot            | PF             | PS             | Vin     | Per     | Tot     | PF      | PS      | risultato | avversaria   |
| -------- | -------------- | -------------- | -------------- | -------------- | -------------- | -------------- | ------- | ------- | ------- | ------- | ------- | --------- | ------------ |
| 2019     | 2              | 0              | 4              | 6              | 75             | 221            | 0       | 1       | 1       | 18      | 26      | Rose Bowl | Brno Amazons |
| 2020     | 1              | 0              | 4              | 5              | 124            | 209            | -       | -       | -       | -       | -       | -         | -            |
| 2021     | 0              | 0              | 6              | 6              | 96             | 292            | -       | -       | -       | -       | -       | -         | -            |
| Totale   | 3              | 0              | 14             | 17             | 295            | 722            | 0       | 1       | 1       | 18      | 26      |           |              |

Fonti: Enciclopedia del Football - A cura di Roberto Mezzetti

### Riepilogo fasi finali disputate
| Anno             | Luogo | Evento | Fase del torneo | Incontro                     | Risultato |
| 10 novembre 2019 | Brno  | PŽLAF  | Rose Bowl       | Brno Amazons - Warsaw Sirens | 26 - 18   |